# Rio Ave Futebol Clube 2011-2012
Questa voce raccoglie le informazioni riguardanti il Rio Ave Futebol Clube nelle competizioni ufficiali della stagione 2011-2012.

## Rosa
Fonte:
| N. |                       | Ruolo | Calciatore         |
| -- | --------------------- | ----- | ------------------ |
|    | Brasile (bandiera)    | P     | Huanderson         |
|    | Portogallo (bandiera) | P     | Paulo Santos       |
|    | Portogallo (bandiera) | P     | Rafael Albuquerque |
|    | Haiti (bandiera)      | D     | Jean Alcénat       |
|    | Portogallo (bandiera) | D     | André Dias         |
|    | Brasile (bandiera)    | D     | Éder               |
|    | Brasile (bandiera)    | D     | Fabinho            |
|    | Portogallo (bandiera) | D     | Gaspar             |
|    | Brasile (bandiera)    | D     | Jeferson           |
|    | Portogallo (bandiera) | D     | Milhazes           |
|    | Portogallo (bandiera) | D     | Tiago Pinto        |
|    | Portogallo (bandiera) | D     | Zé Gomes           |
|    | Portogallo (bandiera) | C     | André Vilas Boas   |

| N. |                       | Ruolo | Calciatore      |
| -- | --------------------- | ----- | --------------- |
|    | Ghana (bandiera)      | C     | Christian Atsu  |
|    | Portogallo (bandiera) | C     | Braga           |
|    | Portogallo (bandiera) | C     | Bruno China     |
|    | Brasile (bandiera)    | C     | Kelvin          |
|    | Portogallo (bandiera) | C     | Mendes          |
|    | Portogallo (bandiera) | C     | Ricardo Pateiro |
|    | Portogallo (bandiera) | C     | Tarantini       |
|    | Portogallo (bandiera) | C     | Vítor Gomes     |
|    | Brasile (bandiera)    | C     | Wíres           |
|    | Portogallo (bandiera) | A     | Anselmo Cardoso |
|    | Portogallo (bandiera) | A     | João Tomás      |
|    | Brasile (bandiera)    | A     | Jorginho        |
|    | Portogallo (bandiera) | A     | Yazalde         |